# Polimer

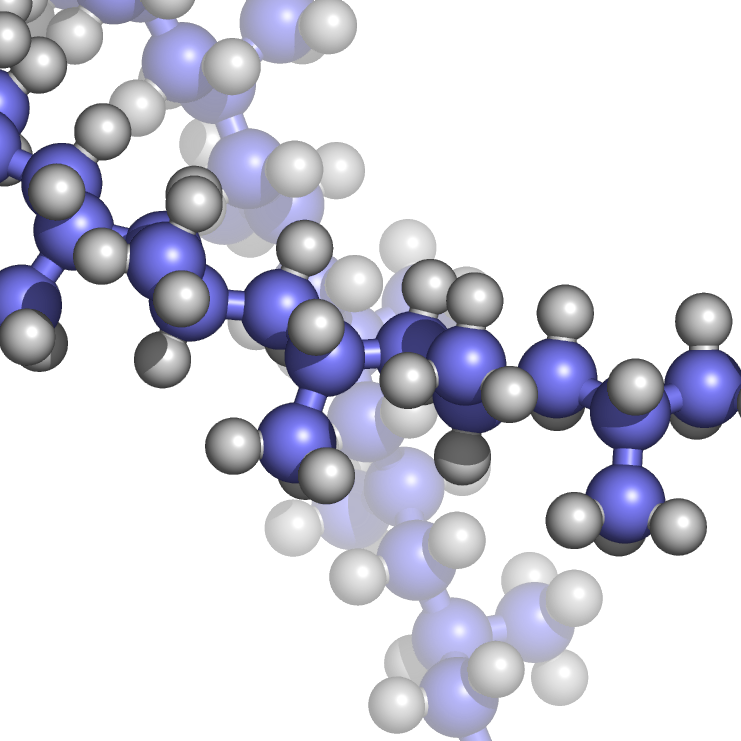
Structura polipropilenei: Carbonul este albastru - Hidrogenul gri

Un polimer este o substanță compusă din molecule cu masă moleculară mare, formate dintr-un număr mare de molecule mici identice, numite monomeri, legate prin legături covalente. Cuvântul provine din limba greacă, πολυ, polu, "mult"; și μέρος, meros, "parte"). Exemple cunoscute de polimeri sunt plasticul, ADN-ul și proteinele. Polimerii se obțin în urma reacției de polimerizare.

## Etimologie și scurt istoric
Cuvântul polimer derivă din grecescul πολυ (poli),însemnând ‘pluri’ și μέρος (meros),însemnând ‘parte’. Termenul a fost adoptat în 1833 de către Jöns Jakob Berzelius, deși definiția polimerului dată de el este destul de diferită față de cea modernă.
Începând din anul 1811, chimistul Henri Braconnot s-a axat pe studierea derivatelor celulozei, probabil cea mai importantă parte din știința polimerilor.
Demararea vulcanizării în secolul al XIX-lea a îmbunătățit duritatea latexului sintetic, semnificând popularizarea polimerului semi-sintetic.
În 1907, Leo Baekeland a creat primul polimer complet sintetic, bachelita, care a fost făcută publică în 1909. 

## Teorii
În afara progreselor semnificative în sintetizarea și caracterizarea polimerilor, o înțelegere corectă a acestora nu s-a ivit decât în 1920.
Înainte de al doilea deceniu al secolului al XIX-lea, oamenii de știință au crezut că polimerii erau grupuri de mici molecule (numite coloide), fără mărimi moleculare bine stabilite, ținute în strânsă legătură de o forță necunoscută, un concept numit ‘teoria asociației’.
În 1922, Herman Staudinger a propus teoria lanțurilor atomice de polimeri ținuți alături de legături covalente, o idee care nu a fost acceptată mai bine de un deceniu, dar pentru care Staudinger a primit Premiul Nobel. Lucrările lui Wallance Carothers (1920) au confirmat că polimerii pot fi sintetizați rațional din monomerii care îi constituie.
O importantă contribuție în știința polimerilor sintetici a fost adusă de chimistul italian Giulio Natta și de chimistul german Karl Ziegler, care au câștigat Premiul Nobel în chimie, în anul 1963, pentru “catalizatorul Ziegler-Natta”.
În ceea ce privește reacția de adiție, un aport important îl are Paul Flory, 1974.
Lucrarea sa extinsă în domeniul polimerilor include cinetica polimerizării pas cu pas și a adiției polimerizării, transferul lanțului atomic, volumul inclus ,”Convenția Flory” și “Teorema Flory-Huggins, pentru care i se acordă Premiul Nobel în chimie 1974.
Materiale sintetice, precum nylonul, teflonul sau siliconul au format baza pentru o industrie a polimerilor.
De asemenea, în acești ani s-a acordat o deosebită importanță sintetizării raționale a polimerilor.
Cei mai importanți produși polimeri azi de pe piață sunt sintetici și produși în volume mari.
Polimerii sintetici își găsesc astăzi loc în aproape fiecare industrie sau segment de viață.sunt adesea folosiți ca adezivi sau lubrifiante, dar la fel de bine sunt utilizați pentru diverse produse de la jucării până la avioane. Ei au fost implicați într-o mare varietate de aplicații biomedicale, de la dispozitive pentru implanturi, până la droguri.

## Clasificare
Polimerii pot fi clasificați după mai multe criterii:
- proveniența:
  - polimeri naturali (proteine, acizi nucleici, polizaharide, polihidrocarburi);
  - polimeri artificiali: obținuți prin modificarea celor naturali (viscoză, celofan);
  - polimeri sintetici: obținuți prin reacții chimice pornind de la monomeri.
- uniformitatea lungimii lanțurilor moleculare:
  - polimeri monodisperși: toate lanțurile macromoleculare de aceeași lungime (cu același grad de polimerizare);
  - polimeri polidisperși: lanțuri de diferite lungimi (cei obținuți prin sinteză industrială).
- structura catenei macromoleculare:
  - compuși macromoleculari de polimerizare;
  - compuși macromoleculari de policondensare.
- forma geometrică a lanțului macromolecular:
  - lanțuri liniare;
  - lanțuri ramificate, cu ramificații scurte sau lungi;
  - macromolecule cu structură bidimensională, stratificată;
  - macromolecule cu structură tridimensională numită reticulată.
- comportamentul la încălzire:
  - termoplastici: se înmoaie sau se lichefiază la căldură în mod reversibil;
  - termoreactivi: se înmoaie la cald și se solidifică ireversibil cu formare de structuri reticulate.